# Miss Supranational 2014
Miss Supranational 2014 − szósta gala konkursu Miss Supranational, która odbyła się 5 grudnia 2014. 
Po rocznej przerwie gala konkursowa ponownie zawitała do Polski, tym razem do Krynicy-Zdroju. W konkursie wzięło udział ponad siedemdziesiąt kandydatek z całego świata.
Galę finałową poprowadzili: polski prezenter Maciej Dowbor i białoruski prezenter  Iwan Podriez. Transmisję przeprowadzono w telewizji Polsat oraz w internecie Ipla. Podczas gali konkursowej zaprezentowali się polski zespół Lemon, żeńskie trio z Niemiec Elaiza i ukraińska piosenkarka Kamalija, a także polska piosenkarka Lidia Kopania, przy której uczestniczki konkursu zadedykowały występ dla Afryki. Po raz pierwszy w historii konkursu zaprezentowano TOP 10 najpiękniejszych kandydatek przed koronacją.
Konkurs wygrała Miss Indii – Asha Bhat, tym samym po raz drugi z rzędu ukoronowano kobietę pochodzącą z Azji.

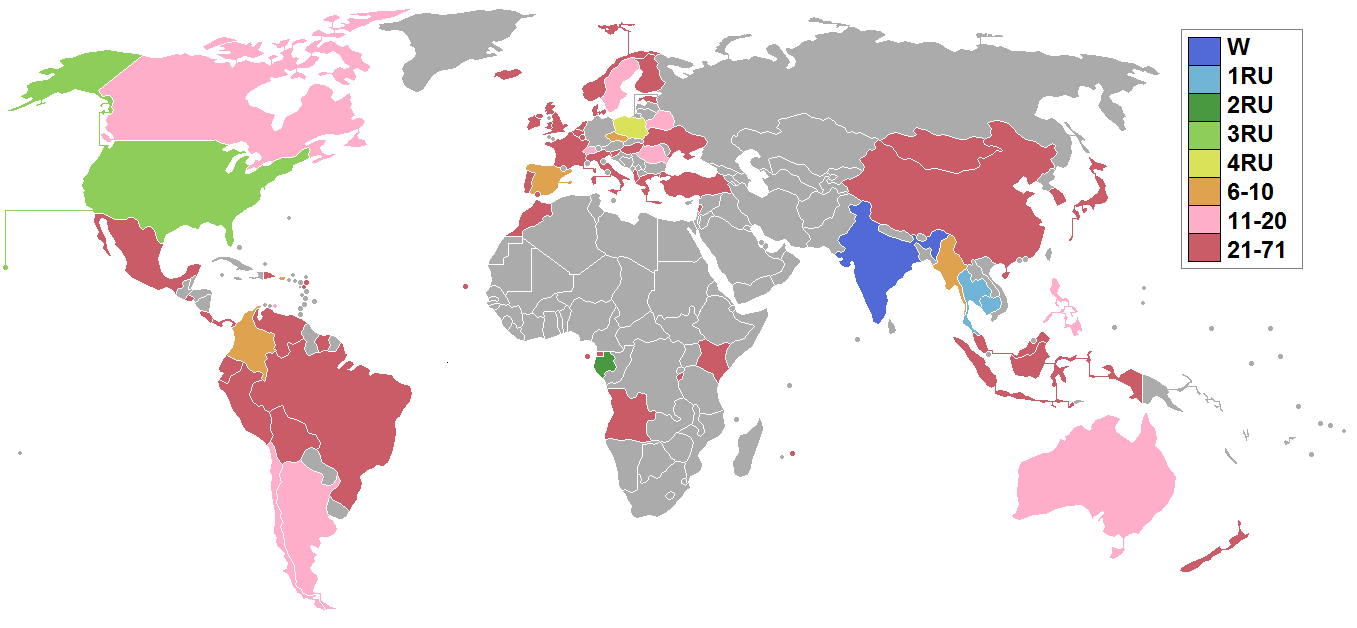
Państwa i terytoria zależne uczestniczące w Miss Supranational 2014

## Rezultat finałowy
| Rezultat                | Miss |
| ----------------------- | --- |
| Miss Supranational 2014 | - Indie – Asha Bhat |
| 1. wicemiss             | - Tajlandia – Parapadsorn Disdamrong |
| 2. wicemiss             | - Gabon – Maggaly Nguema |
| 3. wicemiss             | - Stany Zjednoczone – Allyn Rose |
| 4. wicemiss             | - Polska – Katarzyna Krzeszowska |
| Top 10                  | - Czechy – Jana Zapletalová - Hiszpania – Celia Vallespir Garcia - Kolumbia – Marlyn Mora - Mjanma – Han Thi - Portoryko – Barbara Marrero |
| Top 20                  | - Argentyna – Marisol Arrillaga - Australia – Yvonne Amores - Białoruś – Kristina Martsinkevich - Chile – Charlotte Molina Rios - Filipiny – Yvethe Avisado Santiago - Kanada – Gabriella Clesca - Rumunia – Elena Zama - Szwajcaria – Mylene Clavien - Szwecja – Ida Ovmar - Trynidad i Tobago – Tinnitia Griffith |

## Kontynentalne Królowe Piękności
| Kontynent                     | Uczestniczka                                   |
| ----------------------------- | ---------------------------------------------- |
| Afryka                        | - Gwinea Równikowa – Maria Begona Andeme Obama |
| Ameryka Północna i Południowa | - Portoryko – Barbara Marrero                  |
| Azja i Oceania                | - Mjanma – Han Thi                             |
| Europa                        | - Czechy – Jana Zapletalová                    |

## Nagrody specjalne
Miss Fashion
| Nagroda                  | Zwyciężczyni |
| ------------------------ | --- |
| Miss Fashion World       | - Stany Zjednoczone – Allyn Rose - 1 wice: Białoruś – Kristina Martsinkevich - 2 wice: Polska – Katarzyna Krzeszowska |
| Miss Photo Fashion World | - Słowenia – Tjaša Zver Siječić                                                                                       |

Miss Talentu
| Rezultat     | Uczestniczka                  |
| ------------ | ----------------------------- |
| Zwyciężczyni | - Indie – Asha Bhat           |
| 2. miejsce   | - Gabon – Maggaly Nguema      |
| 3. miejsce   | - Estonia – Helena Hanni      |
| 4. miejsce   | - Australia – Yvonne Amores   |
| 5. miejsce   | - Portoryko – Barbara Marrero |

Miss Internetu

Zwyciężczyni automatycznie awansowała do TOP 20
| Rezultat     | Uczestniczka |
| ------------ | --- |
| Zwyciężczyni | - Mjanma – Han Thi |
| 2. miejsce   | - Hiszpania – Celia Vallespir Garcia |
| 3. miejsce   | - Filipiny – Yvethe Avisado Santiago |
| Top 10       | - Anglia – Zandra Flores - Australia – Yvonne Amores - Dominikana – Britney Ann Bueno - Gibraltar – Claire Nuñez - Kanada – Gabriella Clesca - Szwecja – Ida Ovmar - Włochy – Graziana Ruta |

Pozostałe nagrody specjalne
| Nagroda                  | Zwyciężczyni                 |
| ------------------------ | ---------------------------- |
| Miss Bikini              | - Szwecja – Ida Ovmar        |
| Miss Elegancji           | - Anglia – Zandra Flores     |
| Miss Fotogeniczności     | - Dania – Angela Lakocevic   |
| Miss Przyjaźni           | - Kanada – Gabriella Clesca  |
| Najlepszy Strój Narodowy | - Indonezja – Estelita Liana |
| Miss Top Model           | - Chiny – Wei Gu             |
| Miss Uśmiechu            | - Malezja – Audrey Loke      |

## Jurorzy
- Mutya Johanna Datul – Miss Supranational 2013
- Jacek Kawalec – aktor i prezenter telewizyjny
- Sławomir Stopczyk – producent filmowy
- Robert Czepiel – dyrektor generalny w firmie Jubiler Schubert
- Monika Lewczuk – Miss Supranational 2011
- Zygmunt Kukla – dyrygent i kompozytor
- Sergey Khomich – dyrektor stacji telewizyjnej Mińsk na Białorusi
- Bogdan Węgrzynek – dyrektor Klastra Innowacyjnych Przedsiębiorstw
- Marcela Yandar – prezydent World Beauty Association S.A.
- Gerhard Parzutka von Lipiński – prezes zarządu Nowa Scena, prezydent wykonawczy konkursu Miss Supranational

## Lista uczestniczek
71 kandydatek konkursu piękności Miss Suprantional 2014
| Państwo                           | Uczestniczka              | Wiek | Wzrost | Miejscowość   |
| --------------------------------- | ------------------------- | ---- | ------ | ------------- |
| Albania                           | Abigela Tahiri            | 17   | 173    | Vlorë         |
| Anglia                            | Zandra Flores             | 26   | 168    | Londyn        |
| Angola                            | Graciente Magalhães       | 18   |        | Luanda        |
| Argentyna                         | Marisol Arrillaga         | 21   |        | Buenos Aires  |
| Australia                         | Yvonne Amores             | 24   | 170    | Sydney        |
| Belgia                            | Ekaterina Sarafanova      | 25   |        | Bruksela      |
| Białoruś                          | Kristina Martsinkevich    | 23   |        | Mińsk         |
| Boliwia                           | Maria Fernanda Rojas      | 24   |        | Montero       |
| Brazylia                          | Milla Vieira              | 24   | 178    | São Paulo     |
| Chile                             | Charlotte Molina Rios     | 20   |        | Santiago      |
| Chiny                             | Wei Gu                    | 21   |        | Pekin         |
| Czechy                            | Jana Zapletalová          | 23   | 176    | Brno          |
| Dania                             | Angela Lakocevic          | 20   |        | Kopenhaga     |
| Dominikana                        | Britney Ann Bueno         | 19   |        | Santo Domingo |
| Ekwador                           | Martha Romero             | 22   | 175    | Guayaquil     |
| Estonia                           | Helena Hanni              | 24   |        | Tallinn       |
| Filipiny                          | Yvethe Avisado Santiago   | 21   | 175    | Daraga        |
| Finlandia                         | Irina Nefedova            | 25   |        | Helsinki      |
| Francja                           | Manon Lemaure             | 22   |        | Paryż         |
| Gabon                             | Maggaly Nguema            | 22   |        | Libreville    |
| Gibraltar                         | Claire Nuñez              | 23   |        | Gibraltar     |
| Grecja                            | Inna Tsikopoulou          | 25   |        | Ateny         |
| Gwadelupa                         | Allison Guiougou          | 20   |        | Basse-Terre   |
| Gwinea Równikowa                  | Maria Begona Andeme Obama | 18   |        | Malabo        |
| Hiszpania                         | Celia Vallespir García    | 22   |        | Madryt        |
| Holandia                          | Cherlyn van Dalm          | 20   |        | Amsterdam     |
| Indie                             | Asha Bhat                 | 22   | 178    | Bhadravathi   |
| Indonezja                         | Estelita Liana            | 21   |        | Yogyakarta    |
| Irlandia                          | Laura Fox                 | 24   |        | Dublin        |
| Irlandia Północna                 | Kay Evon Wallis           | 23   |        | Belfast       |
| Islandia                          | Pebbles Jimsdotter        | 18   |        | Reykjavík     |
| Japonia                           | Ayaka Wakao               | 25   | 172    | Tokio         |
| Kanada                            | Gabriella Clesca          | 21   | 173    | Ottawa        |
| Kenia                             | Julia Njoroge             | 23   |        | Nairobi       |
| Kolumbia                          | Marlyn Mora               | 25   | 178    | Cali          |
| Korea Południowa                  | Minji Kim                 | 25   |        | Seul          |
| Kostaryka                         | Claudia Gallo             | 27   | 175    | San José      |
| Liban                             | Patricia Geagea           | 23   |        | Bejrut        |
| Luksemburg                        | Michelle Koch             | 21   |        | Luksemburg    |
| Malezja                           | Audrey Loke               | 22   |        | Selangor      |
| Maroko                            | Chaima Riahi Idrissi      | 25   |        | Rabat         |
| Mauritius                         | Kelly Celine              | 20   |        | Port Louis    |
| Meksyk                            | Natalia Sanchez           | 22   |        | Guadalajara   |
| Mjanma                            | Han Thi                   | 17   |        | Rangun        |
| Mongolia                          | Enkhjin Enkhmaa           | 20   |        | Ułan Bator    |
| Norwegia                          | Daniella Andersson        | 17   |        | Oslo          |
| Nowa Zelandia                     | Hayley Haskell            | 17   |        | Hamilton      |
| Panama                            | Allison Mariche           | 23   |        | Panama        |
| Peru                              | Ana Maria Villalobos      | 22   |        | Lima          |
| Polska                            | Katarzyna Krzeszowska     | 24   |        | Krynica-Zdrój |
| Portoryko                         | Barbara Marrero           | 21   |        | Arecibo       |
| Portugalia                        | Ana Bomfim                | 24   |        | Lizbona       |
| Republika Zielonego Przylądka     | Stephanie Cabral          | 20   |        | Praia         |
| Rumunia                           | Elena Zama                | 23   |        | Onesti        |
| Rwanda                            | Neema Umwari Magambo      | 26   |        | Kigali        |
| Salwador                          | Marcela Solorzano         | 20   |        | San Salvador  |
| Słowenia                          | Tjaša Zver Siječić        | 18   |        | Lublana       |
| Stany Zjednoczone                 | Allyn Rose                | 26   |        | Maryland      |
| Surinam                           | Rannathielle Bitorina     | 20   |        | Paramaribo    |
| Szkocja                           | Jade Hunt                 | 26   |        | Edynburg      |
| Szwajcaria                        | Mylene Clavien            | 19   | 183    | Miege         |
| Szwecja                           | Ida Ovmar                 | 19   |        | Sztokholm     |
| Tajlandia                         | Parapadsorn Disdamrong    | 23   | 175    | Bangkok       |
| Trynidad i Tobago                 | Tinnitia Griffith         | 22   |        | Port-of-Spain |
| Turcja                            | Hilal Soyler              | 25   |        | Ankara        |
| Ukraina                           | Viktoriya Nimets          | 22   |        | Użhorod       |
| Walia                             | Harriet Cole              | 26   |        | Cardiff       |
| Wenezuela                         | Patricia Lucia Carreño    | 24   | 183    | Cabimas       |
| Węgry                             | Ivett Szigligeti          | 18   |        | Budapeszt     |
| Włochy                            | Graziana Ruta             | 24   |        | Rzym          |
| Wyspy Świętego Tomasza i Książęca | Wilma Varela              | 22   |        | São Tomé      |